# 1st Space Brigade

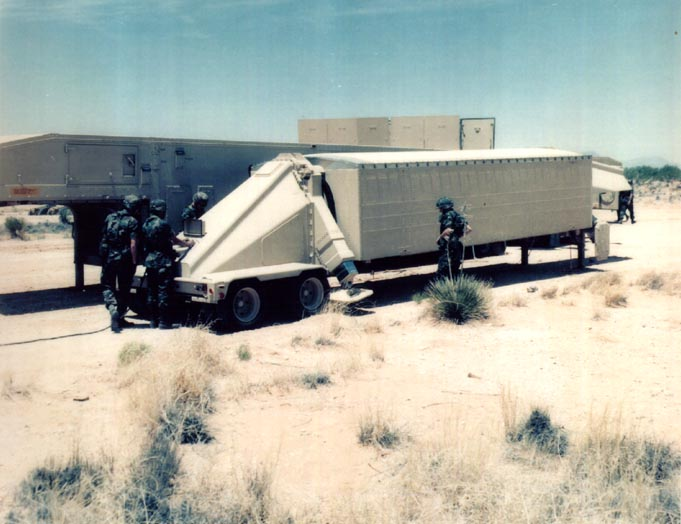
Radar trasportabile AN/TPY-2

La 1st Space Brigade  è una brigata dell'Esercito degli Stati Uniti, componente del suo sistema di difesa anti-missile. Il suo quartier generale è situato presso Fort Carson, in Colorado.

## Missione
Su ordine, fornisce soldati addestrati e pronti a schierarsi a livello globale ed esegue tutte le procedure di allerta missilistica, il controllo spaziale e il supporto spaziale multidominio al combattente, l'esercito, le forze congiunte e combinate e le autorità civili.

## Organizzazione
Comandante attuale: Colonnello Mark Cobos dal 7 luglio 2023.
Al gennaio 2024 il comando controlla le seguenti unità:
- Headquarters & Headquarters Company, Fort Carson, Colorado
- 1st Space Battalion
  - Headquarters and Headquarters Company
  - 2nd Space Company
  - 4th Space Company
  - 18th Space Company
  - 19th Theater Missile Warning Company
  - 20th Theater Missile Warning Company
  - 21st Theater Missile Warning Company
  - 22nd Theater Missile Warning Company
- 117th Space Battalion, Colorado Army National Guard
- 2nd Space Battalion, USAR
  - Headquarters and Headquarters Company
  - 3rd Space Company
  - 5th Space Company
  - 6th Space Company
- 10th Missile Defense Battery, Shariki, Giappone - Equipaggiato con 1 AN/TPY-2
- 11st Missile Defense Battery, Kürecik Radio Station, Turchia - Equipaggiato con 1 AN/TPY-2
- 12th Missile Defense Battery, CENTCOM AOR - Equipaggiato con 1 AN/TPY-2
- 13th Missile Defense Battery, Israele - Equipaggiato con 1 AN/TPY-2
- 14th Missile Defense Battery, Kyogamisaki Radio Station, Kyōtango, Giappone - Equipaggiato con 1 AN/TPY-2
- Sensor Management Cell, Ramstein Air Base, Germania
- Sensor Management Cell, Joint Base Pearl Harbor-Hickam, Hawaii
- Army Space Support Team, Ramstein Air Base, Germania
- Army Space Support Team, CENTCOM AOR
- Space Control Planning Team, CENTCOM AOR